# Betyla prosedera
Betyla prosedera är en stekelart som beskrevs av Naumann 1988. Betyla prosedera ingår i släktet Betyla och familjen hyllhornsteklar. Inga underarter finns listade.